# Jamaica i olympiska vinterspelen 1998
Jamaica deltog med sex deltagare vid de olympiska vinterspelen 1998 i Nagano. Ingen av landets deltagare erövrade någon medalj.

## Bob
- Devon Harris
- Michael Morgan
- Chris Stokes
- Dudley Stokes
- Wayne Thomas
- Winston Watts